# Ivan Hašek
Ivan Hašek (født 6. september 1963) er en tidligere tjekkisk fodboldspiller og nuværende landstræner for Tjekkiet.

## Tjekkiets fodboldlandshold
| Tjekkoslovakiets landshold | Tjekkoslovakiets landshold | Tjekkoslovakiets landshold |
| År                         | Kmp                        | Mål                        |
| -------------------------- | -------------------------- | -------------------------- |
| 1984                       | 1                          | 0                          |
| 1985                       | 7                          | 0                          |
| 1986                       | 8                          | 0                          |
| 1987                       | 6                          | 1                          |
| 1988                       | 8                          | 1                          |
| 1989                       | 8                          | 0                          |
| 1990                       | 11                         | 1                          |
| 1991                       | 2                          | 1                          |
| 1992                       | 0                          | 0                          |
| 1993                       | 3                          | 1                          |
| Total                      | 54                         | 5                          |

| Tjekkiets landshold | Tjekkiets landshold | Tjekkiets landshold |
| År                  | Kmp                 | Mål                 |
| ------------------- | ------------------- | ------------------- |
| 1994                | 1                   | 0                   |
| Total               | 1                   | 0                   |